# Valensia
Aldous Byron Valensia Clarkson (Den Haag, 13 april 1971), beter bekend onder zijn artiestennaam Valensia, is een Nederlands musicus, die zich heeft laten beïnvloeden door artiesten als Queen en Kate Bush.

## Biografie

### Jeugd
Valensia groeide op in Waalwijk maar bracht als kind veel tijd door in Spanje, waar zijn ouders een strandhuis hadden. Daar trad hij op 7-jarige leeftijd op voor publiek op het strand. Op deze leeftijd schreef hij ook al zijn eerste composities. In 1979 kreeg hij een platencontract aangeboden, maar dit werd door zijn ouders afgehouden.
Pas in 1992 was Valensia voor het eerst te horen bij het grote publiek. Op het debuutalbum van Ami Winston stonden twee nummers van zijn hand, waarop hij bijna alle instrumenten bespeelde. Ook zong hij de achtergrondkoortjes in. De familie was inmiddels verhuisd naar Waalwijk en Valensia trad op als toetsenist bij de hardrockgroep Vengeance op een tweetal demo's. Deze door Erwin Musper geproduceerde demo's zouden veel later verschijnen op de afscheidscompilatie van Vengeance. In 1993 speelde Valensia een gitaarsolo in op het debuutalbum van voormalig Vengeance-zanger Ian Parry. In het nummer Turn It Up speelde hij in de stijl van Steve Vai.

### Debuutalbum
Valensia had inmiddels zelf ook al een platencontract en in oktober 1993 bracht hij zijn eerste album uit. Het nummer Gaia, geproduceerd door Pim Koopman en John Sonneveld, werd door dj Frits Spits  opgemerkt en veel gedraaid in zijn NOS radioprogramma De Avondspits op Radio 3. Mede dankzij zijn hulp was de single in week 44 van 1993 Megahit op Radio 3 en bereikte de single de 2e positie in zowel de Nederlandse Top 40 als in de destijds nieuwe publieke hitlijst op Radio 3, de Mega Top 50. 
Robby Valentine speelde mee op deze debuutsingle, en op zijn beurt liet hij Valensia meezingen op de bonustracks voor zijn cd The Magic Infinity (alleen voor Japan). Valensia ontving van Stichting Conamus de Zilveren Harp. Ook won hij een Edison Award.
In 1994 verschenen er vier singles van Valensia. De single The Sun bereikte een plek in de Tipparade, maar bereikte zowel de Nederlandse Top 40 op Radio 538 als de Mega Top 50 op vanaf dan Radio 3FM niet. Het debuutalbum Valensia, waarop onder anderen zijn tante Emmy Verhey viool speelde, verkocht goed. De single Gaia deed het intussen ook internationaal zeer goed: er werden meer dan een miljoen exemplaren verkocht, waarvan veel in Zuidoost-Azië.

### Verdere albums
In 1995 en 1996 werkte Valensia aan een opvolger van zijn debuutalbum. Weer bespeelde hij bijna alle instrumenten zelf. In december 1995 werd eerst een minialbum uitgebracht, waarna in 1996 een volledig album volgde. Dit album, Kosmos, flopte echter in Nederland. In Azië bleef Valensia onverminderd populair en hij trad daar ook voor het eerst op. Een gepland concert in Ahoy werd afgezegd.
Toen in 1997 de leiding van de platenmaatschappij Phonogram/ Polygram wisselde, had dit nadelige gevolgen voor Valensia. De platenmaatschappij wilde modernere artiesten zoals Oasis en Blur. Valensia bracht begin 1998 een album uit met een compleet ander geluid, voluit Valensia '98 Blue Paraphernalian Dreams Of Earth's Eventide Whiter Future & Darker Present Soundspheres From New Diamond Age Symphonian Artworks To Yesterday's Westernworld Rockcraft Under The Raging Nineties Silver Promise Of The Happy Hundreds On The Break Of The New Millennium's Hazy Misty Dawn, in het dagelijks gebruik vaak afgekort tot Valensia '98. Dit album werd echter niet in Nederland uitgebracht.
In 1999 verscheen het album V, een samenwerkingsverband tussen Valensia en Robby Valentine. Ondertussen was Valensia nog steeds bezig met wat hij zijn tweede album noemde. Zijn broer David speelde daarop drums. Vanwege de verstandhouding met de platenmaatschappij was Valensia van plan het album via internet te verkopen. Het album Gaia II verscheen in oktober 2000 in Japan en Korea. De distributie van het album ging niet zoals gewenst en Valensia trok zich terug om over zijn toekomst na te denken.

### Na 2000
In mei 2001 bracht Valensia het album Luna Luna uit, een minialbum met 6 nummers. Hieronder ook het nummer Hijo de la Luna, een hit uit de jaren tachtig van de Spaanse groep Mecano.
In mei 2002 verscheen in Japan het tweede album van Valensia in samenwerking met Robby Valentine, Valentine vs Valensia en in juli bracht Valensia een nieuw soloalbum uit onder de titel The Blue Album. Behalve alle instrumenten nam Valensia ook de productie, eindmix en de videoclip voor zijn rekening.
In maart 2003 zou een internationale conferentie voor watermanagement plaatsvinden, ter gelegenheid waarvoor Valensia het nummer Aquatica schreef. De conferentie werd echter uitgesteld vanwege de Amerikaanse invasie in Irak. Valensia veranderde van imago en liet zijn lange haren afknippen. In dezelfde maand verscheen het album The Queen Tribute, die zoals de naam al aangeeft covers bevat van Queennummers. Nadat in oktober RSI werd geconstateerd bij Valensia moest hij enige tijd rust nemen. Rond kerst kwam nog wel het album This Is Not A Drill uit, het eerste album in een serie van drie metalalbums van zijn nieuwe band Metal Majesty.
In februari 2004 werd zijn The Blue Album alsnog uitgebracht in Europa. Een maand later verscheen in Japan het minialbum Non Plugged. Het album The Queen Tribute werd in juni uitgebracht in de Benelux en diverse andere Europese landen. Aan het eind van het jaar verscheen het album ook in Brazilië.
In 2005 was het nummer Aquatica te downloaden van internet. De opbrengsten kwamen ten goede aan de slachtoffers van de tsunami op Tweede Kerstdag 2004 in Zuidoost-Azië. Ook verscheen het album 2005 van zijn band Metal Majesty.
In 2014 verscheen het album Gaia III - AGLAEA - Legacy. Dit album werd alleen in Japan en Korea fysiek uitgebracht.
In 2017 startte Valensia een crowdfunding om op de plank liggende nummers alsnog uit te brengen. Dit resulteerde in een dubbel-album Eden And The Secret Serpent dat in juli 2017 online kwam te staan.

## Discografie

### Albums
| Album met eventuele hitnotering(en) in de Nederlandse Album Top 100 | Datum van verschijnen | Datum van binnenkomst | Hoogste positie | Aantal weken | Opmerkingen                                                                                          |
| ------------------------------------------------------------------- | --------------------- | --------------------- | --------------- | ------------ | --- |
| Valensia                                                            | 1993                  | 18-12-1993            | 15              | 18           | in Japan uitgebracht onder de titel Gaia                                                             |
| White album                                                         | 1994                  | -                     |                 |              | 5 track mini album, alleen uitgebracht in Japan                                                      |
| Kosmos/Valensia II                                                  | 1996                  | -                     |                 |              | |
| The very best of Valensia                                           | 1997                  | -                     |                 |              | uitgebracht in Indonesië en Maleisië                                                                 |
| Valensia '98/Valensia III *                                         | 1998                  | -                     |                 |              | |
| V                                                                   | 1999                  | -                     |                 |              | als V-project (met Robby Valentine)                                                                  |
| Gaia II                                                             | 2000                  | -                     |                 |              | uitgebracht in Japan en Korea                                                                        |
| Luna Luna                                                           | 2001                  | -                     |                 |              | mini album                                                                                           |
| Blue album                                                          | 2002                  | -                     |                 |              | |
| Valentine vs Valensia                                               | 2002                  | -                     |                 |              | als V-project (met Robby Valentine)                                                                  |
| Queen Tribute                                                       | 2003                  | -                     |                 |              | naast nummers van Queen ook covers van Mott the Hoople en Eddie Howell                               |
| Metal Majesty                                                       | 2003                  | -                     |                 |              | als Metal Majesty                                                                                    |
| Non Plugged                                                         | 2004                  | -                     |                 |              | mini album, uitgebracht in Japan                                                                     |
| This is not a drill                                                 | 2004                  | -                     |                 |              | als Metal Majesty; album Metal Majesty met bonustracks                                               |
| Nymphopsychoschizophonic                                            | 2004                  | -                     |                 |              | opgenomen maar nooit uitgebracht, een groot deel van Valensia's nummers kwam op 'Metal Majesty 2005' |
| Metal Majesty 2005                                                  | 2005                  | -                     |                 |              | als Metal Majesty                                                                                    |
| Gaia III - AGLAEA - Legacy                                          | 2014                  | 24-09-2014            |                 |              | Uitgebracht in Japan en Korea                                                                        |

* Voluit: Valensia '98 Blue Paraphernalian Dreams Of Earth's Eventide Whiter Future & Darker Present Soundspheres From New Diamond Age Symphonian Artworks To Yesterday's Westernworld Rockcraft Under The Raging Nineties Silver Promise Of The Happy Hundreds On The Break Of The New Millennium's Hazy Misty Dawn.

### Singles
| Single met eventuele hitnotering(en) in de Nederlandse Top 40 | Datum van verschijnen | Datum van binnenkomst | Hoogste positie | Aantal weken | Opmerkingen                    |
| ------------------------------------------------------------- | --------------------- | --------------------- | --------------- | ------------ | ------------------------------ |
| Gaia                                                          | 1993                  | 13-11-1993            | 2               | 11           | #2 in de Mega Top 50 / Megahit |
| Nathalie                                                      | 1994                  | -                     |                 |              |                                |
| Tere                                                          | 1994                  | -                     |                 |              |                                |
| The Sun                                                       | 1994                  | 05-02-1994            | tip3            |              | #27 in de Mega Top 50          |
| Kosmos                                                        | 1996                  | -                     |                 |              |                                |
| Blue Rain/Thunderbolt                                         | 1996                  | -                     |                 |              |                                |
| Thunderbolt                                                   | 1997                  | -                     |                 |              |                                |
| Phanton Of The Opera                                          | 2000                  | -                     |                 |              |                                |
| Man From Manhattan                                            | 2004                  | -                     |                 |              |                                |

### NPO Radio 2 Top 2000
| Nummer met noteringen in de NPO Radio 2 Top 2000 | '01  | '02 | '03  | '04  | '05 | '06  | '07  | '08  | '09 | '10 | '11 | '12 | '13 | '14 | '15 | '16 | '17 | '18  | '19  | '20  | '21 | '22 | '23 | '24 |
| ------------------------------------------------ | ---- | --- | ---- | ---- | --- | ---- | ---- | ---- | --- | --- | --- | --- | --- | --- | --- | --- | --- | ---- | ---- | ---- | --- | --- | --- | --- |
| Gaia                                             | 1053 | 801 | 1095 | 1005 | 874 | 1075 | 1013 | 1011 | 907 | 885 | 876 | 760 | 859 | 889 | 712 | 945 | 717 | 1087 | 1102 | 1270 | 968 | 790 | 775 | 639 |

1. ↑  Een vetgedrukt getal geeft de hoogste notering aan.
2. ↑  2001 was het eerste jaar met een notering voor dit nummer.